# Murexia rothschildi
Murexia rothschildi is een buidelmuis uit het geslacht Murexia. De wetenschappelijke naam van de soort werd voor het eerst geldig gepubliceerd door George Henry Hamilton Tate in 1938. De soort werd van 2002 tot 2007 als enige soort in het geslacht Paramurexia geplaatst, op basis van morfologische kenmerken, maar uit diverse genetische analyses bleek dat de soort in het geslacht Murexia thuishoort.

## Kenmerken
De bovenkant van het lichaam is bruingrijs, met een brede zwarte rugstreep, de onderkant geelbruin. De totale lengte bedraagt voor respectievelijk mannetjes en vrouwtjes gemiddeld 325 en 291 mm, de achtervoetlengte 27,25 en 26,50 mm, de oorlengte 20,13 en 19,50 mm en de schedellengte 36,78 en 31,31 mm.

## Voorkomen
De soort komt voor op 600 tot 1400 m hoogte in het zuidoosten van Nieuw-Guinea. Dit dier eet onder andere vogels. Er zijn niet meer dan twee dozijn exemplaren bekend.